# Lüsche (Steinhorst)
Lüsche ist ein Ortsteil der Gemeinde Steinhorst im niedersächsischen Landkreis Gifhorn im südlichen Teil der Lüneburger Heide. Zu Lüsche gehört auch das außerhalb der Ortslage befindliche Gut Auermühle.

## Lage
Lüsche liegt im nordöstlichen Teil der Gemeinde Steinhorst, 4 km nordöstlich vom Kernort Steinhorst. Drei Kilometer östlich von Lüsche verläuft die Bundesstraße 4.
500 m östlich von Lüsche verläuft die Lachte, ein etwa 38 Kilometer langer Nebenfluss der Aller.
Östlich und südlich von Lüsche liegt das 1090 Hektar große Naturschutzgebiet Obere Lachte, Kainbach, Jafelbach.

## Geschichte
Um das Jahr 1585 war Henricus de Harlingebarge vom Bistum Verden im Amt Isenhagen unter anderem mit dem Zehnten von Lusche (Lüsche) beliehen.
Im Jahre 1777 wurden in Lüsche fünf Feuerstellen erwähnt.
1925 wurde der Schützenverein Lüsche-Räderloh e. V. gegründet und ein erster Schießstand errichtet.
1954 erfolgte der Bau eines neuen Schulgebäudes. Am 15. August 1967 wurde die Schule in Lüsche aufgelöst, die Kinder mussten fortan nach Steinhorst zur Schule.
Am 1. März 1974 wurde die Gemeinde Lüsche (mit Gut Auermühle) zusammen mit der westlichen Nachbargemeinde Räderloh in die Gemeinde Steinhorst eingegliedert.
Die ehemalige Gemeinde hatte eine Fläche von 14,80 km².

### Einwohnerentwicklung
(einschließlich Auermühle)
| Jahr      | 1910 | 1925 | 1933 | 1939 | 2008 | 2016 |
| --------- | ---- | ---- | ---- | ---- | ---- | ---- |
| Einwohner | 99   | 194  | 171  | 140  | 94   | 109  |

## Infrastruktur
Das 1970 eröffnete Schullandheim Forsthaus Lüsche befindet sich im Gebäude einer ehemaligen Revierförsterei von 1789. Das Wasserwerk gehört zum Wasserverband Gifhorn, das 1969 eingerichtete Schützenheim dem Schützenverein Lüsche-Räderloh 1925 e.V. Die Poststelle, die Gaststätte und die Försterei wurden geschlossen, Einkaufsmöglichkeiten des täglichen Bedarfs sind in Lüsche nicht vorhanden. Am Rand der Ortschaft befindet sich ein Fahrsport-Trainingsplatz. Am letzten Wochenende im Juli wird in Lüsche das traditionelle, alljährliche Schützenfest gefeiert. Buslinien führen von Lüsche bis nach Hankensbüttel, Groß Oesingen und Steinhorst.

## Ansichten

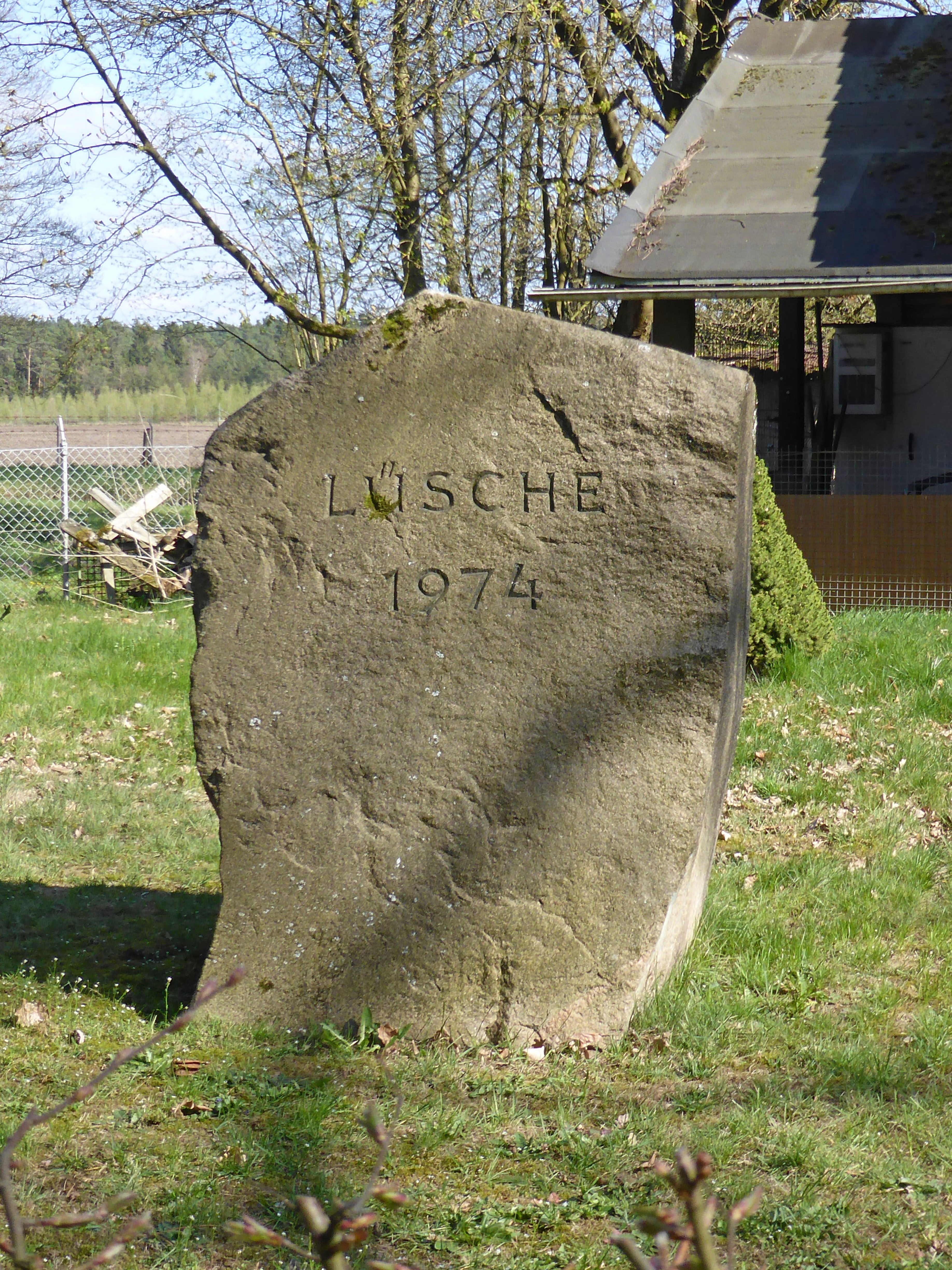
Gedenkstein
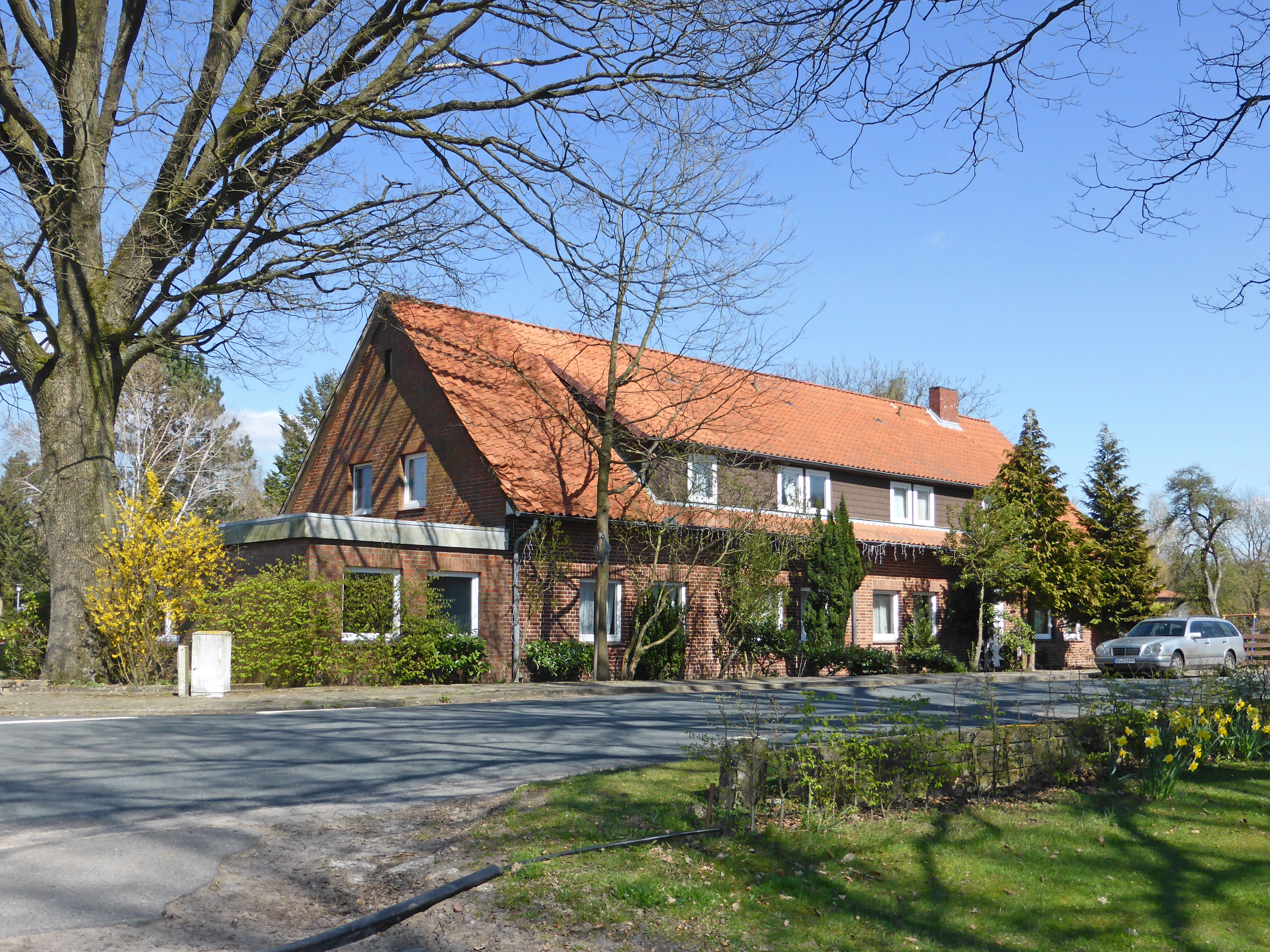
Ehemalige Gaststätte Niemann
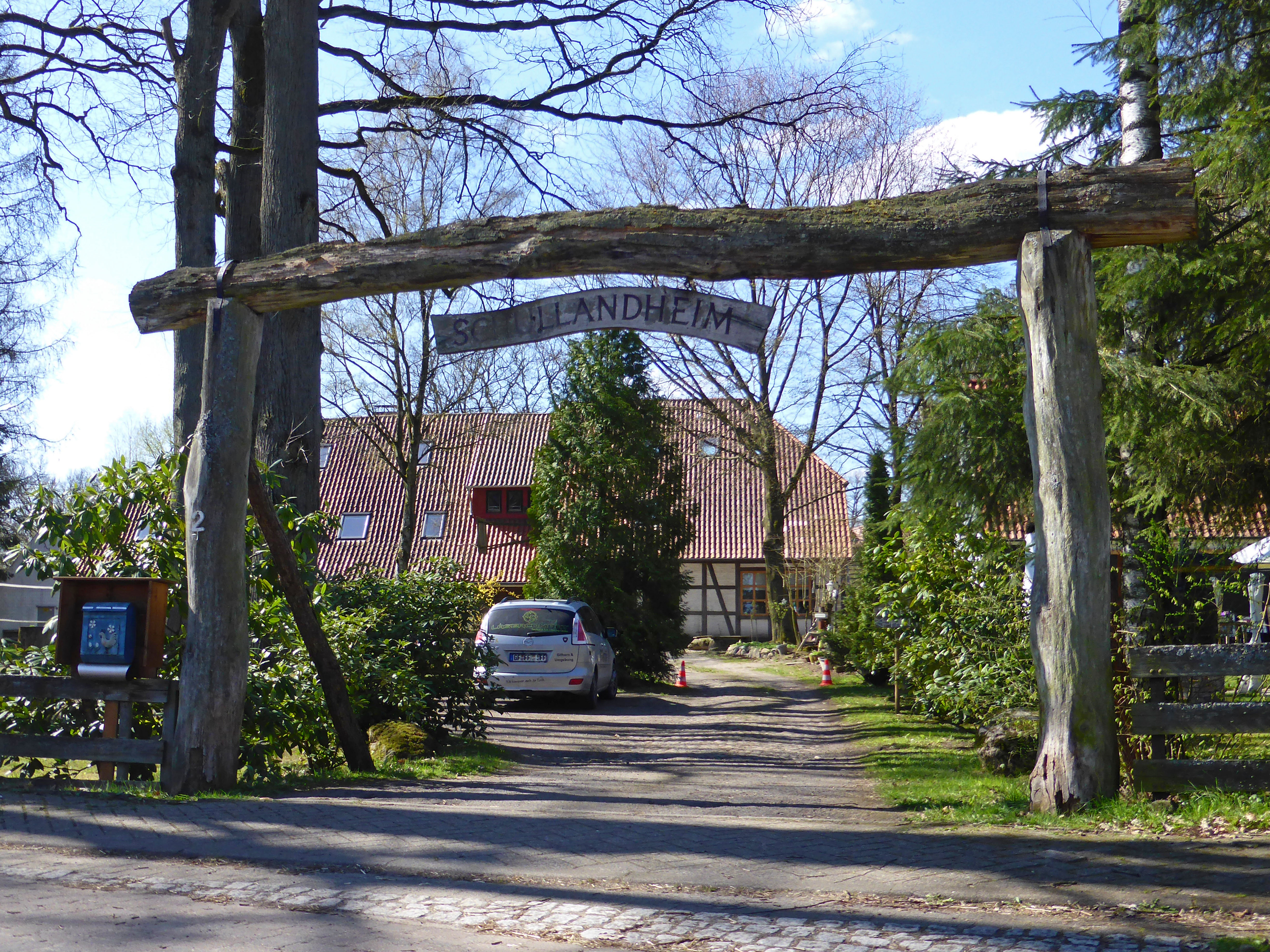
Schullandheim Forsthaus Lüsche
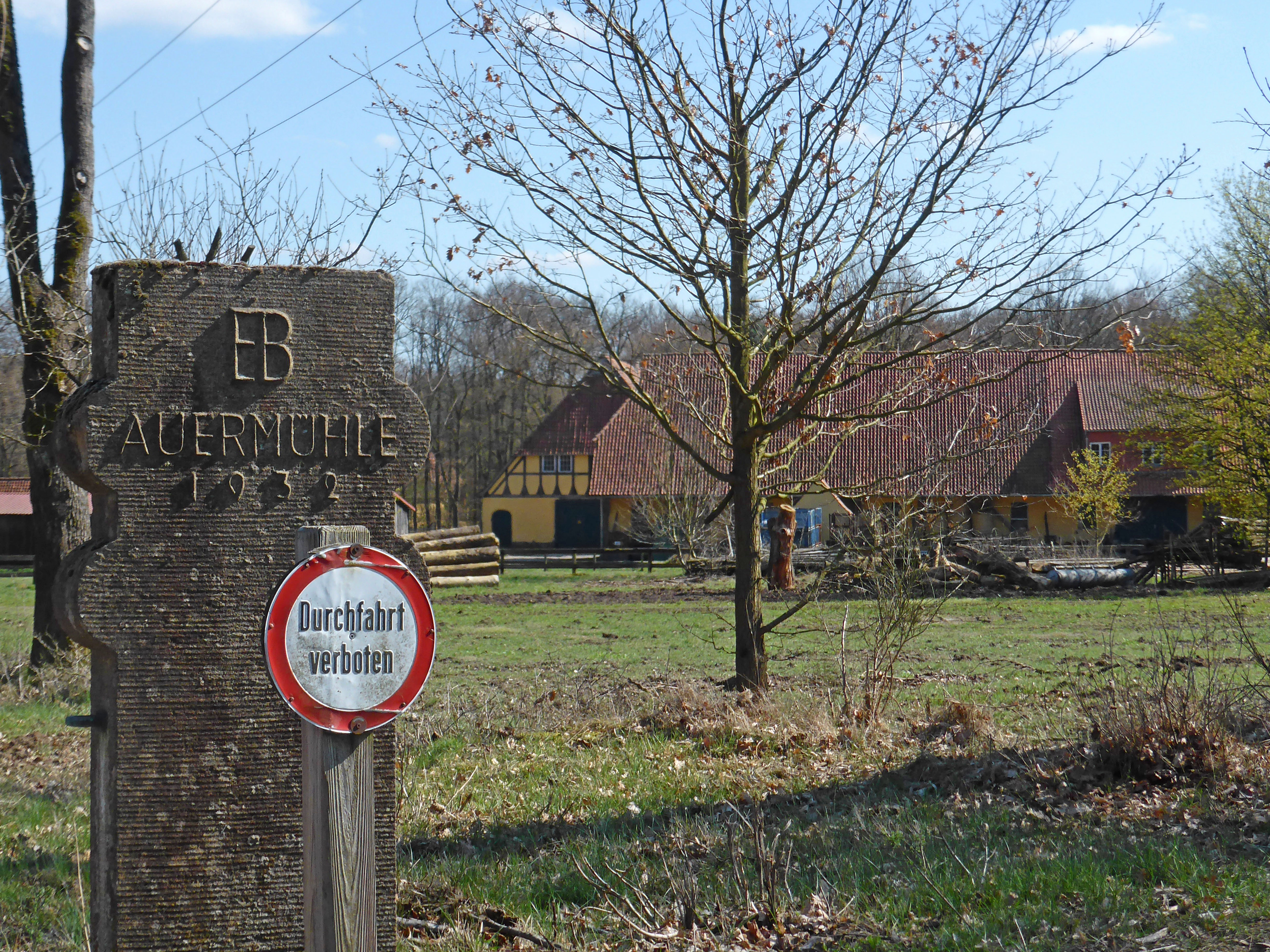
Gut Auermühle